# 유로콥터 EC225
유로콥터 EC225 슈퍼 퓨마 2는 2000년에 개발된 유로콥터의 장거리 수송용 헬리콥터이다. 2015년부터 H225 슈퍼 퓨마 2라는 브랜드명으로 변경되었다.
2019년 인명구조 중이던 해당 헬기가 대한민국 독도 인근 해상에서 추락하였다. 2023년 1월 18일 아침, 우크라이나 키이우 외곽 북동부 브로바리에서도 국가비상서비스 헬리콥터가 유치원 건물에 충돌 후 주거용 건물에 추락, 데니스 모나스티르스키 우크라이나 내무장관을 포함해 14명이 사망했다.

## 역사
유로콥터 AS332 슈퍼퓨마1은 최대이륙중량이 9톤이다. 이를 11톤 H225 슈퍼퓨마2로 개량했다. EC225는 H225, 슈퍼퓨마2, 슈퍼퓨마 마크2라고도 부르며,  슈퍼퓨마라고도 부른다.

## 대한민국
유로콥터 AS332 슈퍼퓨마1은 대통령 전용헬기로 도입했었다. 슈머퓨마1을 국산화 하여 KAI 수리온이 되었다.
슈퍼퓨마2는 대통령 전용헬기로 선정되지는 못했다. 소방헬기로 사용중이다.
2009년 5월 7일,소방방재청은 경기도 남양주시 중앙119구조대에서 447억원을 들여 도입한 프랑스 유로콥터사 EC225LP 기종의 다목적 소방헬기 취항식을 가졌다. 국내 최초로 도입된 EC225 기종은 최대 시속 250km로 5시간까지 비행할 수 있으며 적외선탐색장비와 산불진화장비, EMS장비, 야간비행장비를 갖췄다.
2017년 9월 28일, 소방방재청은 H225 2대 추가 구매계약을 에어버스사와 체결했다. 2019년까지 중앙119구조대에 배치할 계획이다. 대당 480억원이다.
2017년 일본 아베 총리는 유로콥터 EC225 슈퍼퓨마2를 전용헬기로 사용하는데, 2017년 문재인 대통령은 시코르스키 S-92 슈퍼호크를 전용헬기로 사용한다. 비슷한 제원이다.
- 유로콥터 EC225 슈퍼퓨마2,  일본 총리 전용헬기, 20인승, 최대이륙중량 11,200 kg, 2,382 마력 엔진 2개
- 시코르스키 S-92 슈퍼호크,  대한민국 대통령 전용헬기, 20인승, 최대이륙중량 12,568 kg, 2,520 마력 엔진 2개

## 운용국

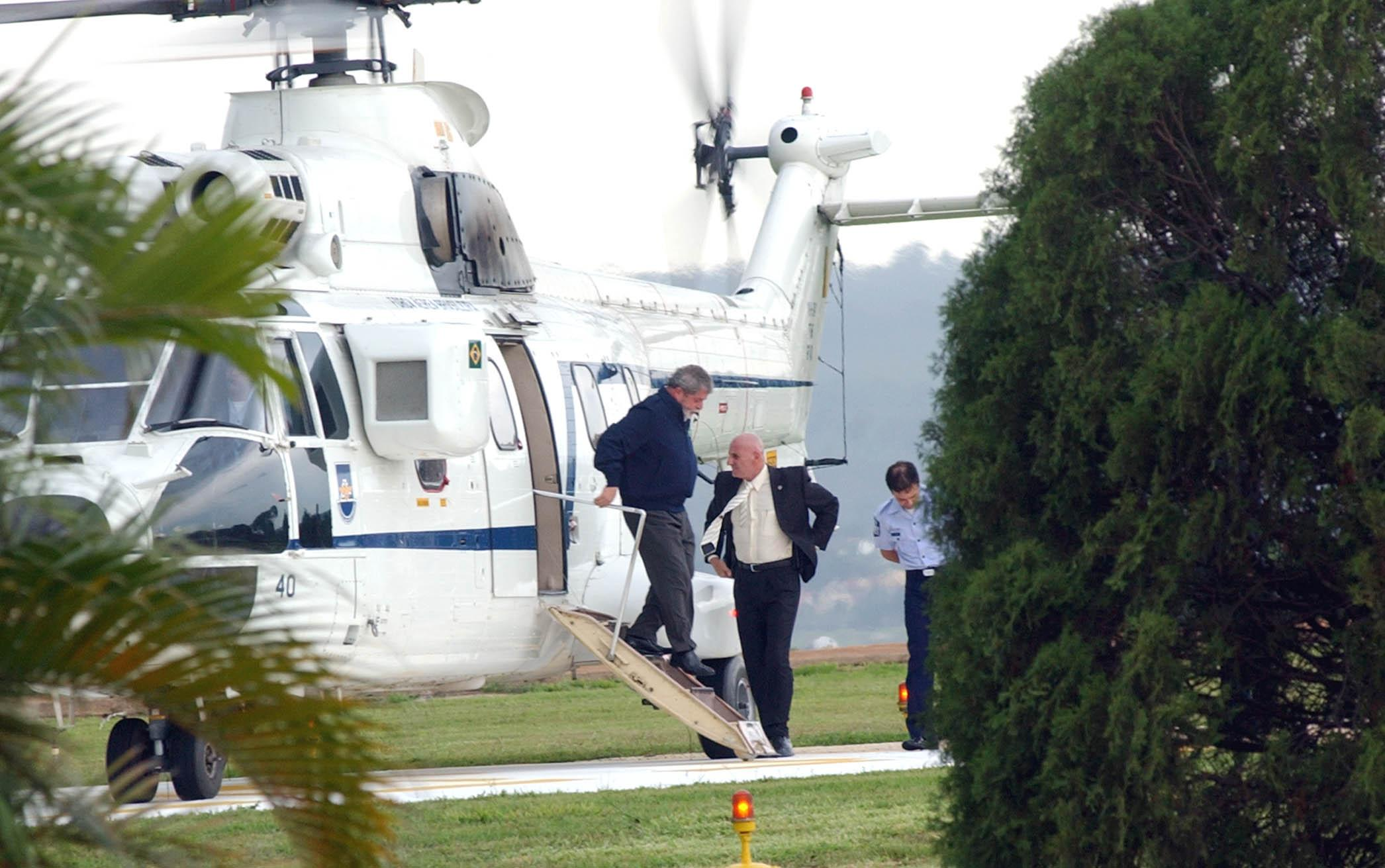
2008년 브라질 대통령 전용 헬기인 EC225 슈퍼퓨마2

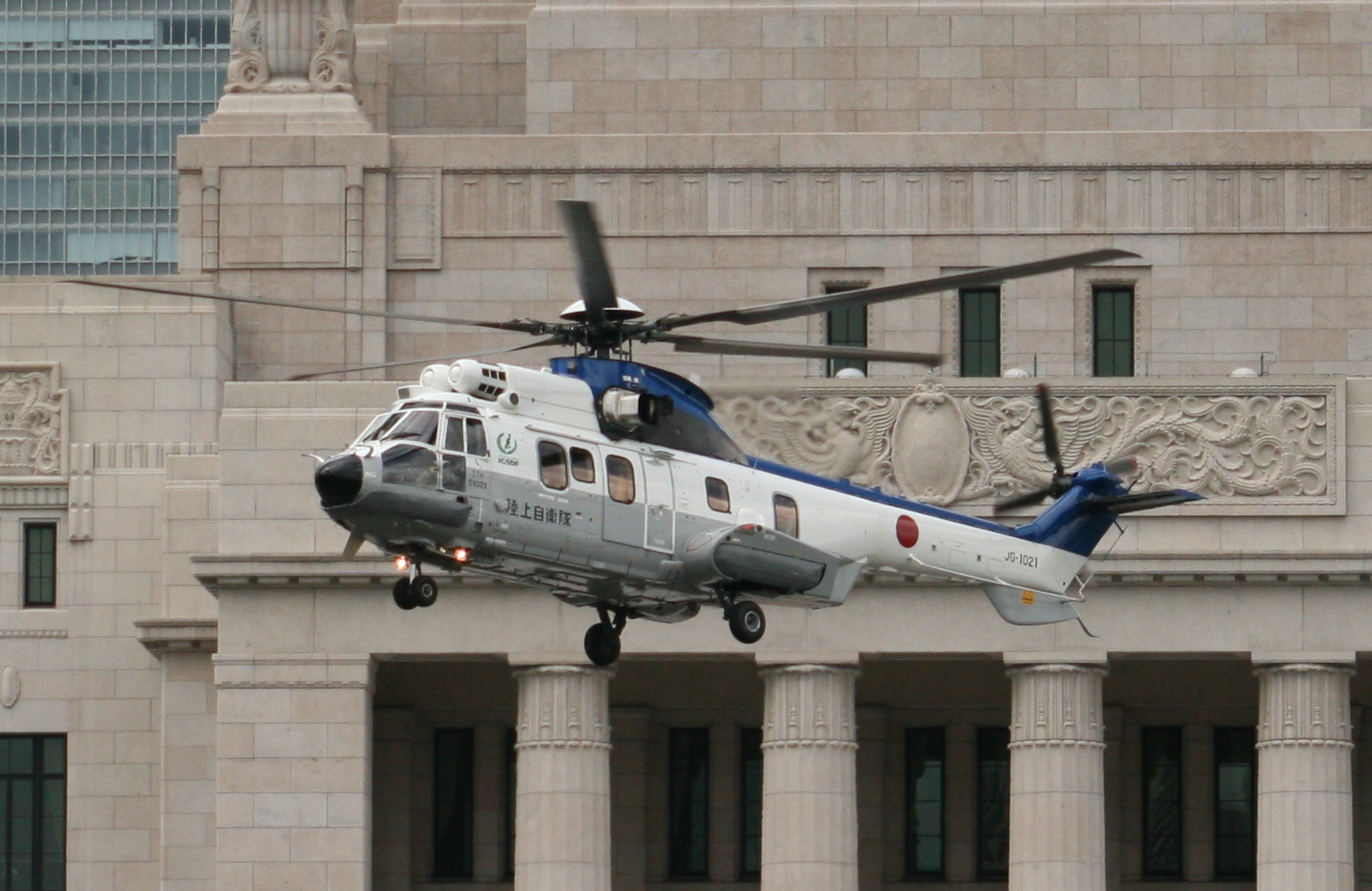
2012년 일본 육상자위대의 총리 전용 헬기인 EC225 슈퍼퓨마2

### 군용
- 아르헨티나 해군
- 프랑스 해군 항공대
- 일본 해상보안청
- 오만 공군
- 중화민국 공군
- 베트남 해군

### 민수용
- CHC 헬리콥터 : 캐나다
- 중앙119구조본부 : 대한민국

## 제원[2]

EC225의 삼면도

- 승무원 : 조종사 1명 + 부조종사 1명
- 탑승인원 : 승객 24명 + 객실승무원 1명
- 길이 : 19.5m
- 높이 : 4.97m
- 기체중량 : 5,256 kg
- 이륙최대중량 : 11,200 kg
- 날개길이 : 16.2m
- 최대속도 : 275.5 km/h
- 순항속도 : 260.5 km/h
- 한계속도 : 324 km/h
- 순항거리 : 985 km
- 순항고도 : 5900m
- 한계상승속도 : 8.7 m/s

## 주요 사건
- 독도 헬기 추락 사고

## 같이 보기
- 아에로스파시알 SA 330 퓌마
- 유로콥터 AS332
- 유로콥터 AS532 쿠거
- 유로콥터 EC725
- 아구스타웨스틀랜드 AW101
- 시코르스키 S-92
- 밀 Mi-38